# 충화 팔충사
충화 팔충사는 충청남도 부여군 충화면에 있다. 1998년 12월 30일 부여군의 향토문화유산 제25호로 지정되었다.

## 개요
경내 입구 좌측편에 1981년에 세운 '팔충사 건립비(八忠祠 建立碑)'에 의하면 이곳 충화면은 백제 말에 계백장군을 비롯한 팔충신이 난 곳이라 하여 팔충골이라 부르고 있으며, 팔충신의 출생지인 이곳에 사우를 짓고 이들의 충의를 추모하고 후세에 전승하고자 건립되었다.
야산을 배경으로 평지에 건립되어 있는 이 사우는 입구편에 면해 장대석 기단위에 네모형태의 초석 또는 그 위에 2단의 원형기둥 자리가 조출된 초석을 혼합하여 놓고 정면 3칸, 측면 2칸으로 된 솟을삼문형의 외삼문이 세워져 있는데, 공포는 무출목 이익공계통으로 구성하였다.
이 문을 들어서면 경내 중심부에 정면 3칸, 측면 3칸으로 된 비교적 규모가 큰 사우가 있다.
측면 3칸 중 전면 1칸은 개방된 툇칸으로 하여 참배 공간으로 만들었는데, 다른 사우에 비하여 매우 넓으며, 후면 2칸은 통칸으로 하여 8충신의 위패를 안치하는 공간으로 만들었다. 창호는 중앙칸은 4분합 띠살 들어열개로, 양협칸은 3분합 띠살 들어열개를 달아 출입하도록 하였다.
구조는 자연석 위에 다시 잘 가공된 장대석으로 기단을 쌓고 네모형태 초석위에 2단의 원형기둥자리가 조출된 초석을 놓고 원형기둥을 세웠다. 공포는 무출목 이익공계통으로 구성하였는데 창방 위에도 같은 모양의 포(包)를 중앙칸에는 2구를, 양협칸에는 1구씩을 배치하여 건물의 정면을 화려하게 장식하였다.
지붕형태가 +자 방향으로 팔작지붕을 이루도록 하여 특이하며, 이로써 지붕틀 가구도 변형이 심하다. 건물의 정면에 ‘단기 4314년 신유년 가을’에 심석 최두기(心石 崔斗基)가 쓴 팔충사(八忠祠) 현판이 걸려 있다.
사괴석 담장 옆으로는 1981년에 세운 팔충사 건립비와 1984년에 세운 팔충사 사적비 등 4개의 비석이 세워져 있다.

## 같이 보기
- 충화 지석리 고인돌 - 부여군 향토문화유산 제26호